# 永松幾五郎
永松 幾五郎（ながまつ いくごろう、1880年(明治13年)7月27日 - 1961年(昭和36年)8月24日）は、日本ナザレン教会の牧師である。

## 生涯・業績
1880年（明治13年）熊本県玉名郡南関町に生まれる。第五高等学校卒業後、1903年（明治36年）に渡米する。シアトル高校、南カリフォルニア大学で学ぶ。在学中にキリスト教信仰を持ち伝道をする。
ナザレン教会が創設したパサディナ大学に最初の日本人学生として入学する。在学中に、同じく日本人留学生の喜田川広に出会う。1912年（明治45年）にナザレン教会の宣教師として帰国する。
京都府福知山市で9年間伝道する。ナザレン日本部の部長に就任する。
1921年（大正10年）に再渡米する。ソルトレーク市日本人教会を創設するなど、日本各地で伝道を行う。第二次世界大戦中は、日本人収容所でチャプレンを務める。
1945年（昭和20年）戦争終結後、米軍の通訳として来日する。ナザレン宣教師団の運営する東京郵便局長を務める。その後宮城県仙台市矢本でナザレン教会を設立し、同教会の牧師を務め。在職中の1961年（昭和36年）に81歳で死去する。